# Деспот (титла)
Вижте пояснителната страница за други значения на Деспот.
Деспот (на гръцки: δεσπότης, despotēs, despotes, despot) е титла, въведена през 1163 г. от византийския император Мануил I Комнин (упр. 1143 – 1180) като най-висшата титла след василевса, запазена за членовете на управляващите династия или обозначава владетел на полунезависима имперска територия.

## Семантика
Титлата „деспот“ е била запазена за най-висшите благородници. Един деспот може да има една деспотия (Despotie или Despotats), от 1261 г. е също титлата на престолонаследника на византийския престол, който едновременно е и владетел в Деспотство Морея. Женската форма е деспина (Despoina) и означава жена деспот или съпругата на деспот.
Освен във Византия, титлата се разпространява като най-висока владетелска титла и в Южна Европа. Така Бела III от Унгария (упр. 1172 – 1196) става първият невизантийски деспот. Обикновено тяхната владетелска територия тогава е наричана деспотат (Despotat), както Епирското деспотство или Добруджанското деспотство. В деспотат Епир деспот е титлата на владетеля на византийската държава-продължител. В Средновековна Сърбия се въвежда деспот (виж сръбски деспоти) по времето на цар Стефан Душан, който с това приема византийските служби и титли. Сръбските деспоти през 15 век получават между 1402 и 1453 г. своите титли винаги от византийския император, след това от унгарския крал. Първият деспот на Моравска Сърбия е Стефан Лазаревич, който приема титлата от византийския император Мануил II Палеолог на връщане от злополучната битка при Ангора в Константинопол.
Във византийската литургия до днес свещеникът е заговарян с „деспот“ от дякона.
Титлата е станала нарицателна за производния ѝ термин – деспотизъм.

## Деспоти в България

### По времето наЛатинската империя
- Алексий Слав (1208 – сл. 1222) в Родопите

### По времето наВторото българско царство
- Яков Светослав (пр. 1261 – 1275/1277), деспот на София
- Георги I Тертер (1278/1279 – 1292)
- Алдимир (1280-те–1305), деспот на Крън
- Шишман I (1270 – 1313), деспот на Видин
- Деян (1310 – 1371), деспот на Велбъжд
- Йоан Драгаш (1343 – 1378), деспот на Велбъжд.
- Михаил III Шишман Асен (пр. 1313 – 1322/1323), деспот на Видин, цар на България през 1322/1333
- Белаур (1323 – ок. 1331)
- Войсил, деспот на Копсис
- Михаил Шишман Видински (неизвестно), малкият син на цар Михаил Шишман, деспот на Видин (вероятно след Белаур)
- Момчил (1343/1344 – 1345), владетел в Родопите
- Добротица (сл. 1357 – 1386), владетел на Добруджа

### ВПоморавиетои в т.нар.Моравско деспотство
- Йоан Оливер (1310 – 1346)
- Стефан Лазаревич (1402 – 1427)
- Георги Бранкович (1427 – 1456)
- Лазар Бранкович (1456 – 1458)
- Стефан Бранкович (1458 – 1459)
- Стефан Томашевич (1459)